# John Hospers

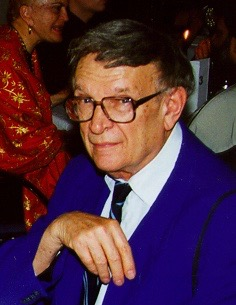
John Hospers

John Hospers (* 9. Juni 1918 in Pella, Iowa; † 12. Juni 2011 in Los Angeles, Kalifornien) war ein Professor der Philosophie an der University of Southern California. Er vertrat einen harten Determinismus unter Leugnung der Willensfreiheit. Zudem war er mit Ayn Rand befreundet, die sich aber später von ihm distanzierte.

## Leben
Seine Abschlüsse erwarb Hospers an der University of Iowa und der Columbia University. Er unterrichtete Philosophie und Ästhetik. Zu Beginn seiner Karriere unterrichtete er Philosophie am Brooklyn College sowie der California State University in Los Angeles.
Hospers war Herausgeber der Zeitschriften The Personalist (von 1968 bis 1982) sowie The Monist (von 1982 bis 1992). Des Weiteren war er ein Herausgeber des Liberty magazine.
Keines seiner Bücher wurde bisher ins Deutsche übersetzt. Unter dem Titel Zweifel eines Deterministen erschien 1976 lediglich sein Aufsatz What means Freedom? (1961) auf Deutsch.

## Politische Laufbahn
1972 war Hospers der erste Kandidat der im Jahr zuvor gegründeten Libertarian Party für das Amt des US-Präsidenten. Gemeinsam mit seiner Vizepräsidentschaftskandidatin Theodora Nathan kam er zwar bundesweit nicht über 3674 Wählerstimmen hinaus, erhielt jedoch eine Stimme im Electoral College. Diese stammte von Roger MacBride, einem Republikaner aus Virginia, der vier Jahre später selbst für die Libertarian Party als Präsidentschaftskandidat antrat.
1974 bewarb sich Hospers erneut um ein öffentliches Amt, scheiterte jedoch bei der Wahl zum Gouverneur von Kalifornien.
Hospers unterstützte George W. Bush bei den Präsidentschaftswahlen 2004 und lobte Bushs „Krieg gegen den Terrorismus“.

## Werke
- 1946: Meaning and Truth in the Arts
- 1953: Introduction to Philosophical Analysis
- 1969: Introductory Readings in Aesthetics
- 1971: Libertarianism – A Political Philosophy for Tomorrow
- 1982: Understanding the Arts
- 1985: Law and the Market
- 1995: Human Conduct

John Hospers, What means this freedom? In: Determinism and freedom in the age of modern science : a philosophical symposium. Edited by Sidney Hook. Washington : New York University Press, 1958, S. 113–130
deutsche Übersetzung (auszugsweise): John Hospers, Zweifel eines Deterministen. Texte zur Ethik. Herausgegeben von Dieter Birnbacher und Norbert Hoerster. Originalausgabe. München : Deutscher Taschenbuch-Verlag, 1976 (dtv ; 6042), S. 330–338
deutsche Übersetzung: John Hospers, Die Reichweite menschlicher Freiheit. In: Freies Handeln und Determinismus. Herausgegeben und eingeleitet von Ulrich Pothast. Frankfurt am Main : Suhrkamp, 1978 (Suhrkamp Taschenbuch Wissenschaft ; Band 257), S. 93–114